# Sporazuma iz Osla
Sporazuma iz Osla sta dva sporazuma med Izraelom in Palestinsko osvobodilno organizacijo (POO): sporazum iz Osla I, podpisan v Washingtonu leta 1993, in Sporazum iz Osla II, podpisan v Tabi v Egiptu leta 1995. Sporazuma sta bila začetek procesa iz Osla, mirovnega procesa, katerega cilj je doseči mirovno pogodbo na podlagi Resolucije 242 in Resolucije 338 Varnostnega sveta Združenih narodov ter izpolniti "pravico palestinskega ljudstva do samoodločbe". Proces iz Osla se je začel po tajnih pogajanjih v Oslu, ki so privedla do priznanja Izraela s strani POO in tega, da je Izrael priznal POO kot predstavnika palestinskega ljudstva in kot partnerja v dvostranskih pogajanjih.
Med pomembnimi rezultati sporazumov iz Osla je bila ustanovitev Palestinske nacionalne oblasti, ki je bila zadolžena za izvajanje omejene palestinske samouprave nad deli Zahodnega brega in Gaze in mednarodno priznanje POO kot partnerja Izraela v pogajanjih, ki se vrtijo okoli izraelsko-palestinskega konflikta. Dvostranski dialog izhaja iz vprašanj, povezanih z mednarodno mejo med Izraelom in prihodnjo palestinsko državo: pogajanja o tej temi so osredotočena na izraelske naselbine, status Jeruzalema, izraelsko ohranjanje nadzora nad varnostjo po vzpostavitvi palestinske avtonomije in palestinsko pravico do vrnitve. Sporazumi iz Osla niso dokončno ustvarili palestinske države.
Velik del palestinskega prebivalstva, vključno z različnimi militantnimi skupinami, je sporazumoma odločno nasprotoval; palestinsko-ameriški filozof Edward Said ju je opisal kot "palestinski Versailles".
Prav tako so sporazumoma iz Osla nasprotovali skrajno desničarski Izraelci. Leta 1995 je desničarski izraelski skrajnež zaradi njune sklenitve ubil Jicaka Rabina.